# Callicore maronensis
Callicore maronensis é uma borboleta neotropical da família Nymphalidae que se distribui pela Guiana, Guiana Francesa e Venezuela. Foi catalogada como Catagramma maronensis em 1916. Apresenta, vista por baixo, asas posteriores com coloração predominantemente amarela, porém com um padrão um pouco diferente das outras espécies de Callicore; sem formar um desenho de 08/80 (quando o inseto está voltado para a esquerda ou direita). O padrão geral é de uma área central de coloração negra, contendo quatro marcações esbranquiçadas e com bordas azuladas (similar a Callicore brome). Possui contornos em azul claro na borda das asas anteriores e posteriores. Em vista superior, a espécie apresenta um padrão predominantemente negro e com as asas anteriores contendo uma ampla área avermelhada (também vista do lado inferior).